# Danza di guerra per Ringo
Danza di guerra per Ringo (Der Ölpinz) è un film del 1965 diretto da Harald Philipp.
È il sequel del film Là dove scende il sole dell'anno precedente e verrà seguito dal film Surehand - Mano veloce del 1965. Il film è liberamente ispirato ad un romanzo dello scrittore tedesco Karl May e fa parte della saga western di Winnetou e Old Shatterhand, benché, a differenza di altri episodi e dalla stessa versione romanzesca della storia, fra i protagonisti non compaia Old Shatterhand, bensì un altro avventuriero chiamato Old Surehand.

## Trama
Due speculatori, di cui uno soprannominato "Oil Prince", si arricchiscono vendendo terreni nei quali fingono si trovino giacimenti di petrolio. In procinto di truffare un ricco banchiere, i loro piani vengono messi in difficoltà dal passaggio di una carovana di pionieri diretti verso l'Arizona e intenzionati a stabilirsi proprio sulla terra che i due criminali intendono vendere. Oil Prince assolda quindi vari banditi per fermare i pionieri, in soccorso dei quali vengono l'esploratore Old Surehand e il capo apache Winnetou, il quale media tra i bianchi e le locali tribù indiane. Non riuscendo a fermare i pionieri con la forza, Oil Prince fa assassinare da un suo sicario il figlio di Mokaschi, capo degli indiani Utah, facendo passare per colpevole uno dei pionieri, che cercava di nascondere dell'oro nel suo carro. Il furibondo Mokashi giura di vendicarsi sterminando i pionieri, ma viene persuaso da Winnetou ad aspettare per un giorno, entro il quale Old Surehand dovrà trovare il vero assassino. Oil Prince intanto è riuscito a condurre in porto la truffa, sbarazzandosi subito dopo sia della vittima che del suo socio e dei suoi uomini, per non dividere con loro il ricavato, ma proprio in quel momento lo raggiunge Surehand. Il protagonista ha in breve la meglio sul criminale e lo consegna agli indiani, provando, grazie al coltello del sicario di Oil Prince, che proprio lui è il mandante dell'assassinio del figlio di Mokashi. Oil Prince protesta invano la propria innocenza, venendo condotto via dagli indiani per essere messo a morte. I pionieri possono concludere il proprio viaggio.